# Henri Smulders
Henri Smulders ('s-Hertogenbosch, 9 de agosto de 1863 — Paris, 8 de novembro de 1933) foi um velejador neerlandês, medalhista olímpico. Ele competiu nas provas de classe 3 – 10 Ton realizadas nos Jogos Olímpicos de Verão de 1900, conquistou a medalha de prata na segunda corrida disputada a bordo do Mascotte ao lado de Chris Hooijkaas e Arie van der Velden.